# Cècrops

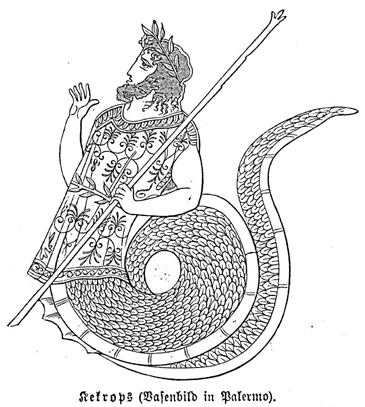
Representació de Cècrops I

Cècrops (Cecrops, Kékrops, Κέκρωψ) fou un mític primer rei de l'Àtica. Va néixer de la mateixa terra de l'Àtica, que a partir del seu nom es digué Cecròpia, i abans el país s'havia anomenat "Acte". Per tant, la seva mare va ser Gea, la Terra. Es va casar amb Agraulos, filla d'Acteu, que és presentat de vegades com el primer rei de l'Àtica. Va tenir quatre fills, un noi, Erisícton, i tres noies, Aglauros, Herse i Pàndrosos, relacionades amb el mite d'Erictoni, quan Atena els va confiar el nen acabat de néixer.
Habitualment, el trobem representat amb un cos humà que acaba amb la cua d'una serp, cosa que indicava que era fill de la terra.
Durant el seu regnat els déus es van disputar les ciutats sobre les quals volien estendre el seu domini. Atenes era desitjada a la vegada per la deessa Atena i Posidó. Aquest déu es va presentar a l'Àtica, i amb un cop de trident va fer sorgir un mar "d'aigua salada" al mig de l'Acròpoli. Després arribà Atena, que, posant Cècrops per testimoni, va plantar una olivera al turó. Zeus, per resoldre la qüestió, va nomenar uns àrbitres, que es diu que van ser Cècrops i Crànau o de vegades els mateixos dotze déus olímpics. Els àrbitres es van pronunciar a favor d'Atena, perquè Cècrops va donar testimoni que la deessa havia estat la primera en plantar una olivera a Atenes. Posidó, encoleritzat, va enviar una inundació que va cobrir l'Àtica.
Cècrops va tenir un regnat pacífic, i es diu que llavors sorgí la civilització a l'Àtica, organitzant i donant les primeres lleis als seus pobles. Va ensenyar als homes a construir ciutats i a enterrar els morts. De vegades se li atribueix la invenció de l'escriptura.